# Jikradia serrata
Jikradia serrata är en insektsart som beskrevs av Nielson 1979. Jikradia serrata ingår i släktet Jikradia och familjen dvärgstritar. Inga underarter finns listade i Catalogue of Life.